# Théraváda

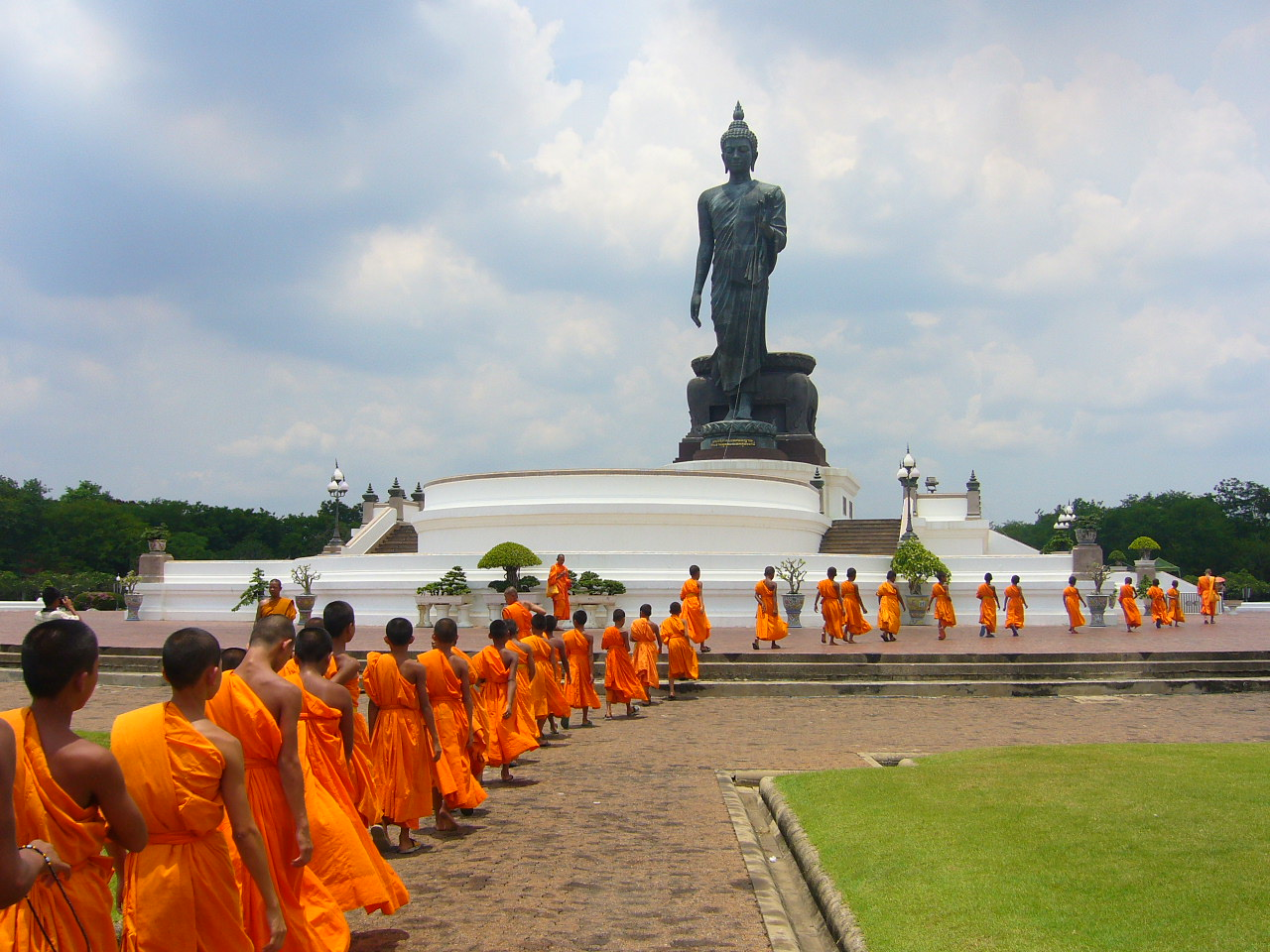
Théravádoví mniši před sochou Buddhy Gótamy v Thajsku

Théraváda (v sanskrtu sthaviravāda, doslovný význam „učení starších“), běžně théravádový buddhismus, také tzv. jižní buddhismus, je jeden ze tří hlavních směrů buddhismu (vedle mahájány a vadžrajány). Jedná se o nejpůvodnější živou formu buddhismu, která je praktikována hlavně v Thajsku, Laosu, Kambodži, Barmě a na Srí Lance. Učení théravádínů vychází takřka výlučně z pálijského kánonu Tipitaky a sami théravádínové se snaží jeho původnost zachovávat. Původní učení je dochováno ve formě sutt (súter) v pálijštině, které jsou neměnné, a k nim doplňujících komentářů a podkomentářů.

Kolo dhammy (dhammačakka), symbol buddhismu (thajská verze)

Théraváda vznikla jako jedna z 18 až 20 škol již v raném období buddhismu. Stoupenci théravády jsou s to vystopovat linii svého učení až k prvnímu buddhistickému koncilu, který se konal ihned po smrti Buddhy Gótamy.

## Hínajána a vztah k ostatním směrům buddhismu
Theraváda je často stoupenci mahájány a vadžrajány nesprávně označována jako hínajána, tj. „malý vůz“, jelikož přibližně od 1. století n. l. tímto názvem byly označovány všechny starší školy indického buddhismu, které odmítaly přijmout nově vznikající směr „velkého vozu“ – mahájány. Jak z hlediska nauky, tak i z historického hlediska je řazení théravády mezi hínajánové školy značně sporné a sami théravádínové toto označení nepoužívají. V ideologii mahájánových škol jsou starší směry buddhismu zkresleně líčeny jako malý vůz (nebo plavidlo) proto, že na cestě k osvícení mají být schopny uvézt nižší počet bytostí než „velký vůz“, tedy mahájána.

## Demografie

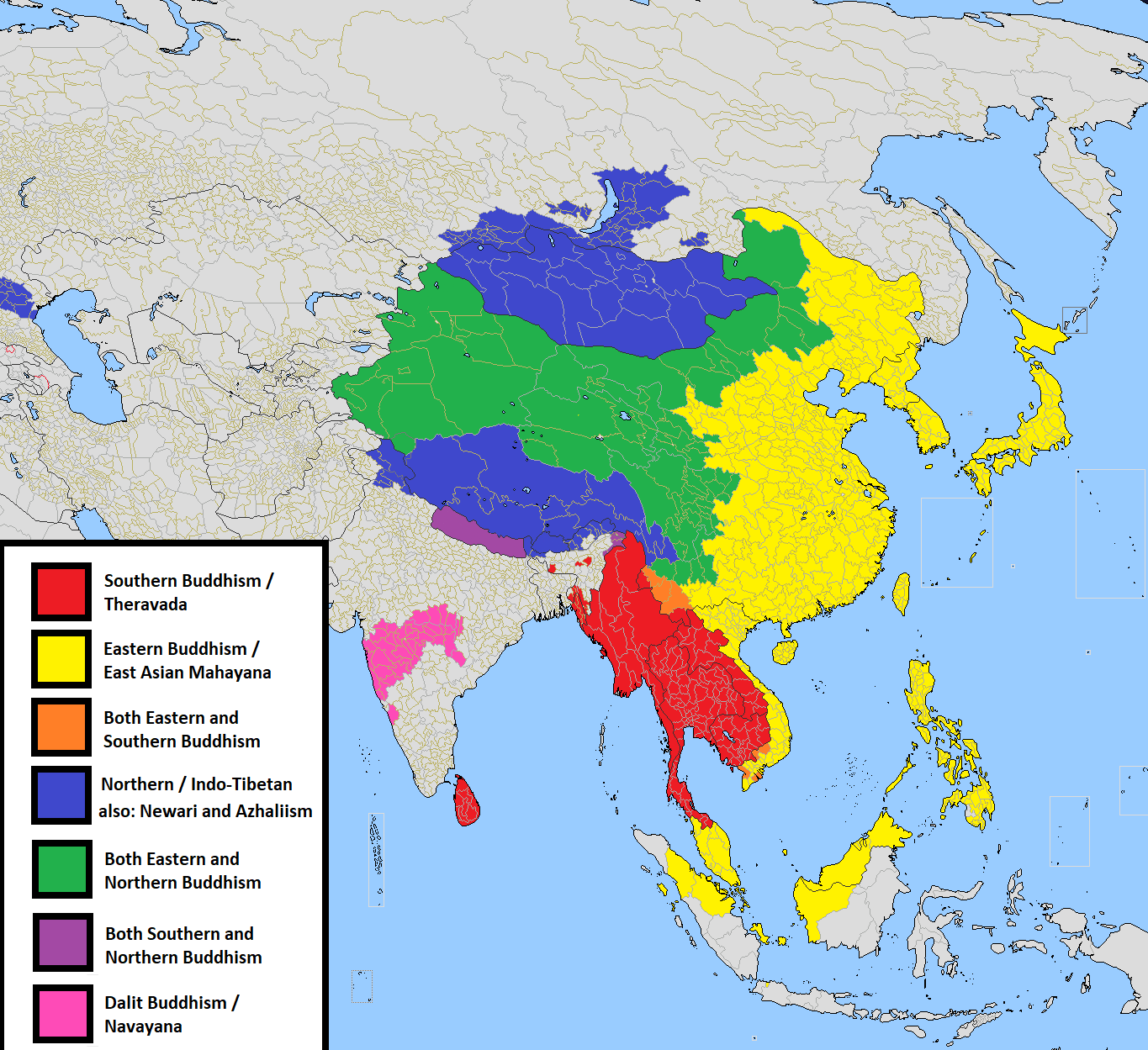
Mapa buddhistických škol, Theraváda (červená)

Údaje o počtech buddhistů podle The World Factbook (2012):
1. Thajsko – 95 %
2. Myanmar (Barma) – 89 %
3. Srí Lanka – 70 %
4. Kambodža – 98 %
5. Laos – 67 %

V Thajsku je théravádový buddhismus státním náboženstvím. Mnich, který je tam nejvyšším představeným Sanghy s titulem sangharadža, býval po dlouhou dobu členem královské rodiny. Královské kláštery, které jsou rozptýlené po celém území, jsou centry vzdělanosti a kultury. Určitou alternativu v Thajsku představují tzv. lesní kláštery, které se vrátily k původní prostotě mnišského života, s minimem moderních vymožeností a s důrazem na meditaci všímavosti a vhledu. Celkově je v zemi přibližně 40 000 buddhistických chrámů a 300 000 mnichů.
V současné době se k théravádě hlásí více než 100 miliónů lidí po celém světě a čím dál více stoupenců získává i ve Spojených státech, Velké Británii a Austrálii.

## Osm pravidel řádového života

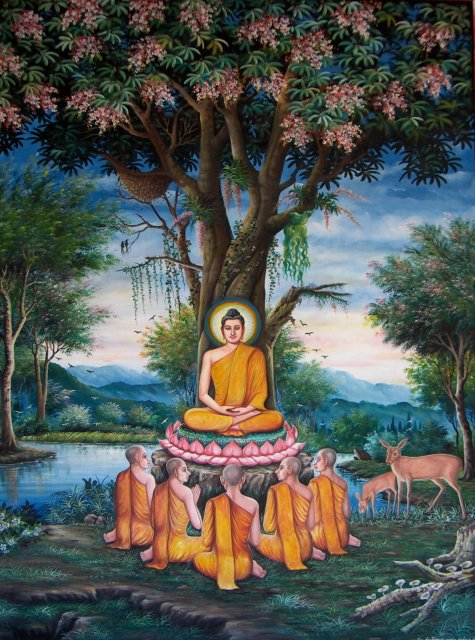
Buddhův první výklad dharmy, malba z thajského kláštera Wat Chedi Liem

Podle theravádového buddhismu představuje pravé následování Buddhy pouze mnišství, a proto se také mniši těší velké úctě. Jsou povinni zachovávat osm pravidel:
1. Vědomě nezabíjet živé tvory.
2. Nebrat, co jim není dáno.
3. Zdržet se jakékoliv sexuální aktivity.
4. Nelhat a nepomlouvat.
5. Neužívat intoxikující látky.
6. Nejíst po poledni.
7. Upustit od sledování her a show, taktéž se zdržet zkrášlování.
8. Upustit od přílišného luxusu při spaní.[3]

## Galerie

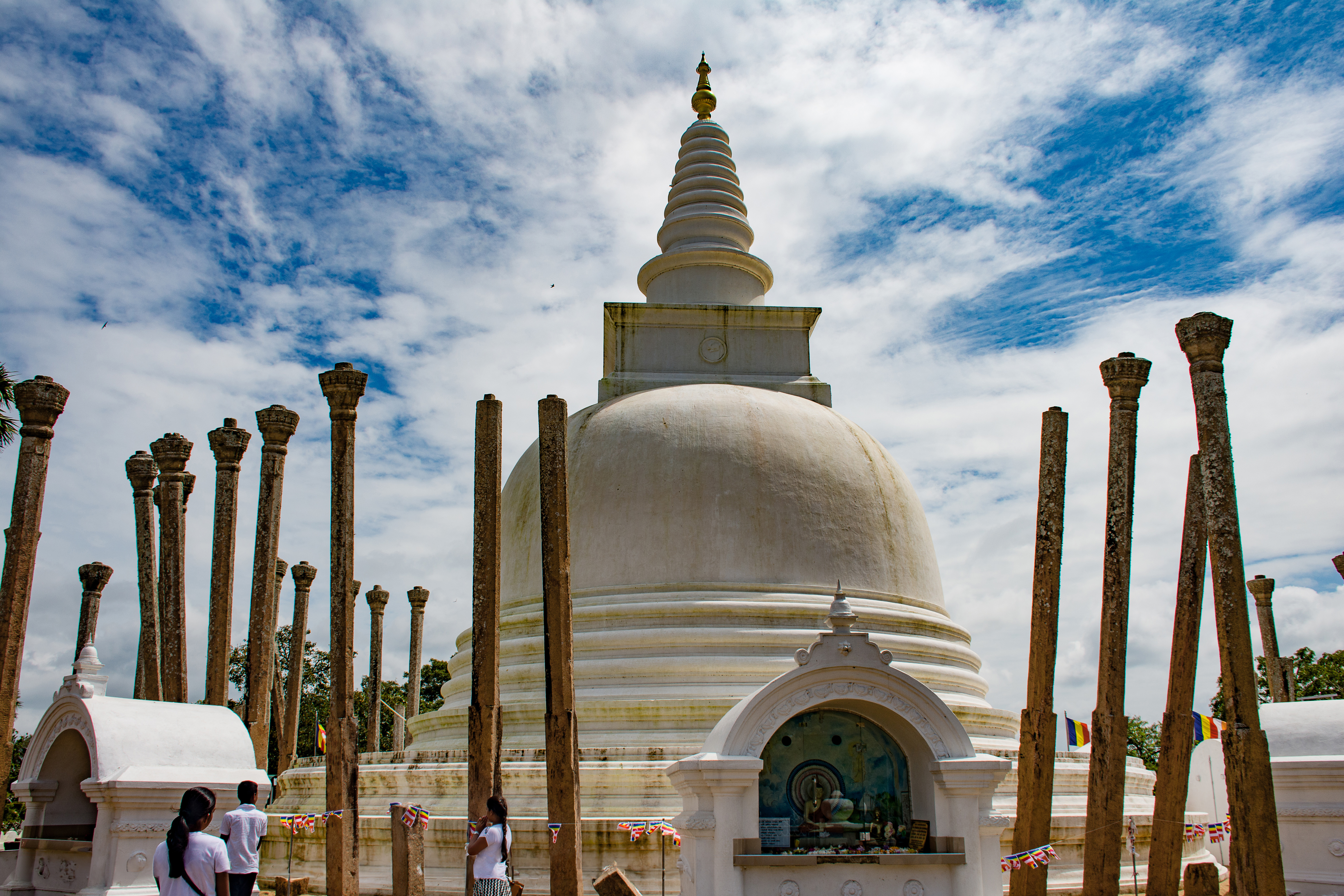
Stúpa Thuparamaya je nejstarší stúpou na Srí Lance
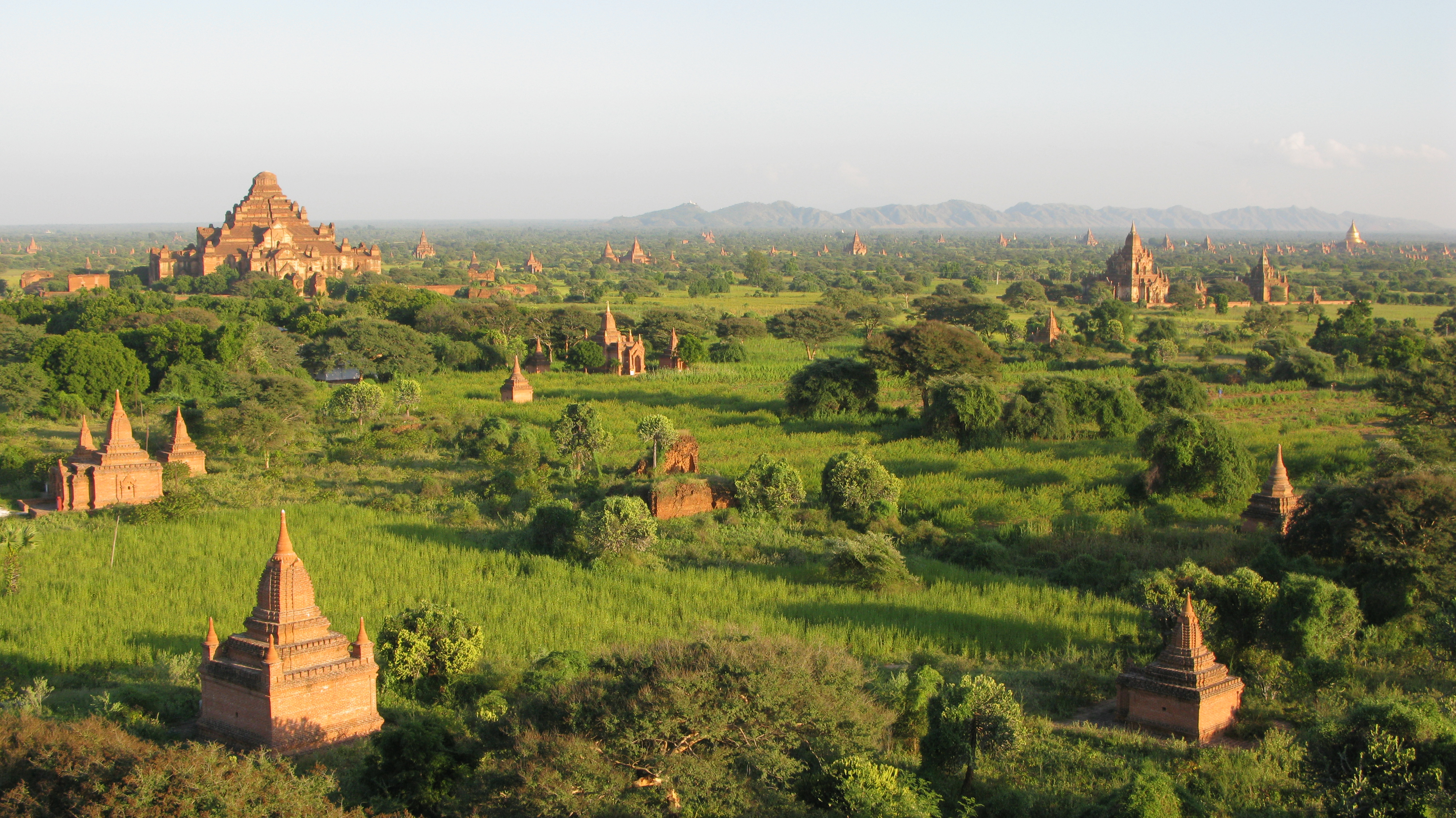
Starověké město Pagan v Myanmaru (Barmě) je posetý buddhistickými chrámy a pagodami
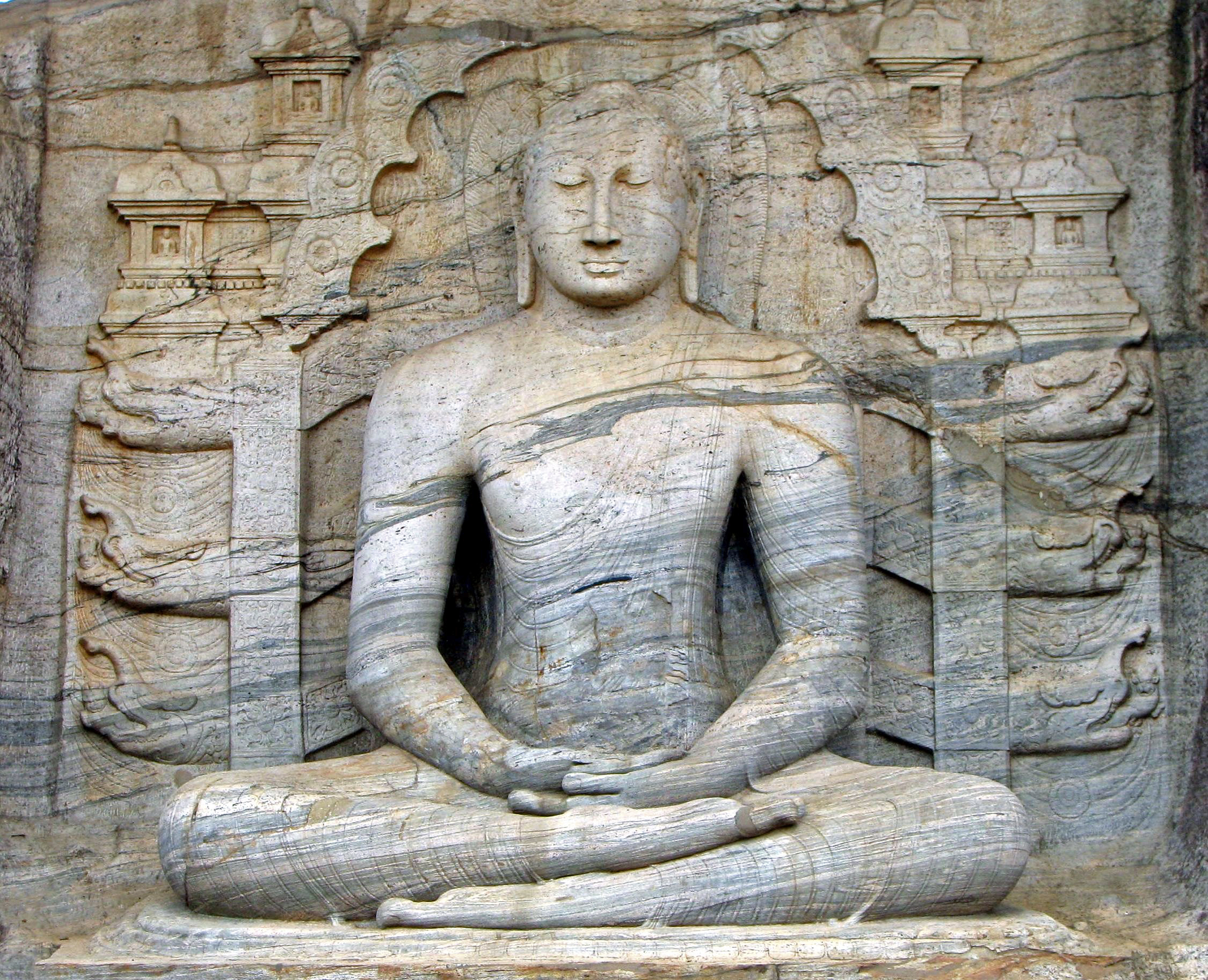
Socha Buddhy v Polonnaruwě na Srí Lance
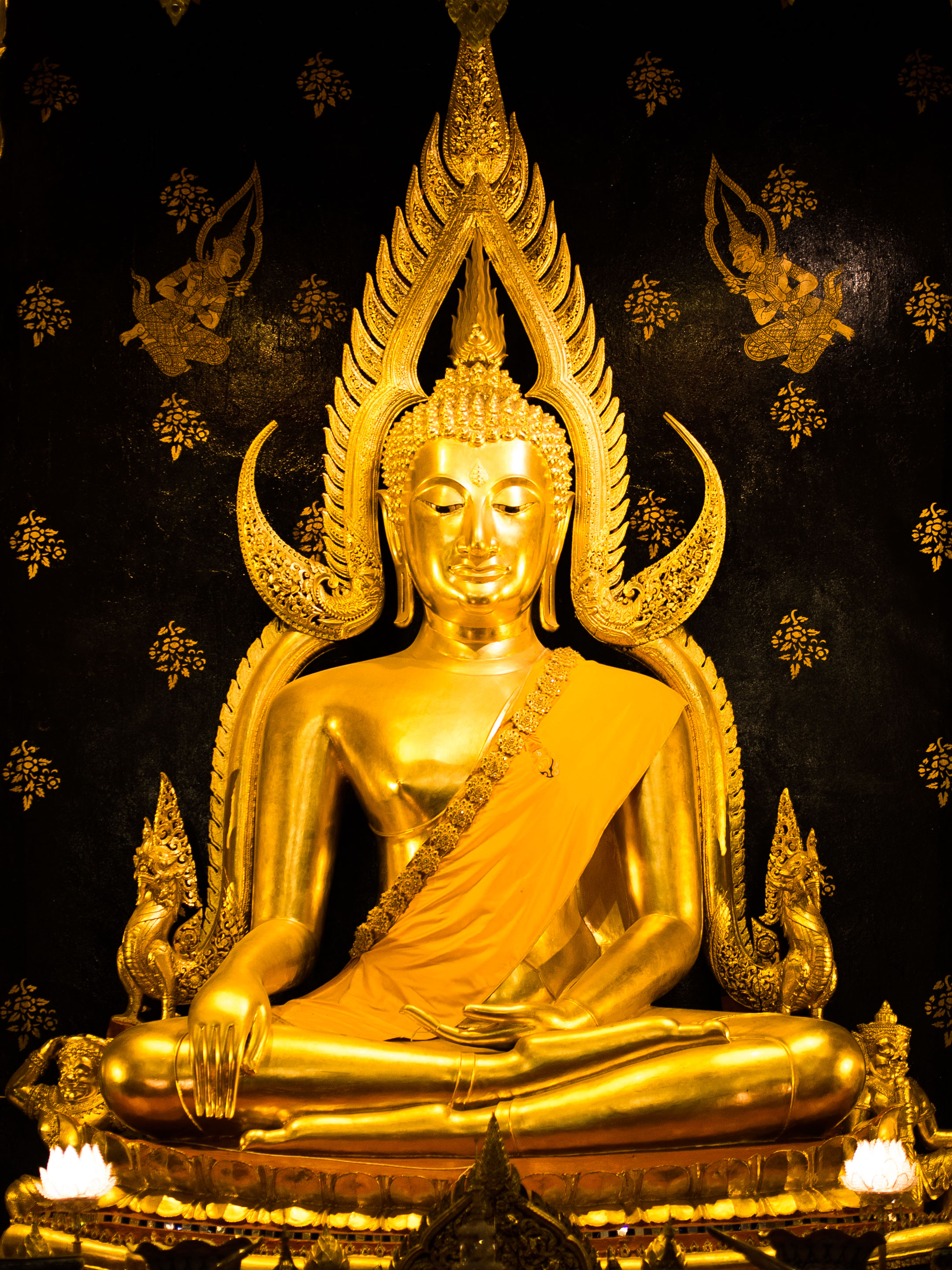
Socha Buddhy Gótamy, Wat Phra Si Rattana Mahathat, Thajsko
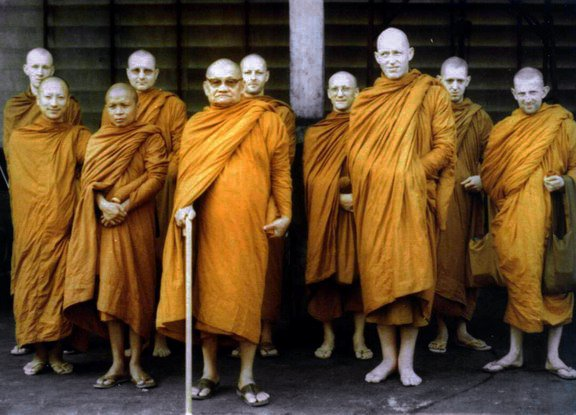
Učitel Adžán Čá s mnichy thajského lesního kláštera v roce 1980
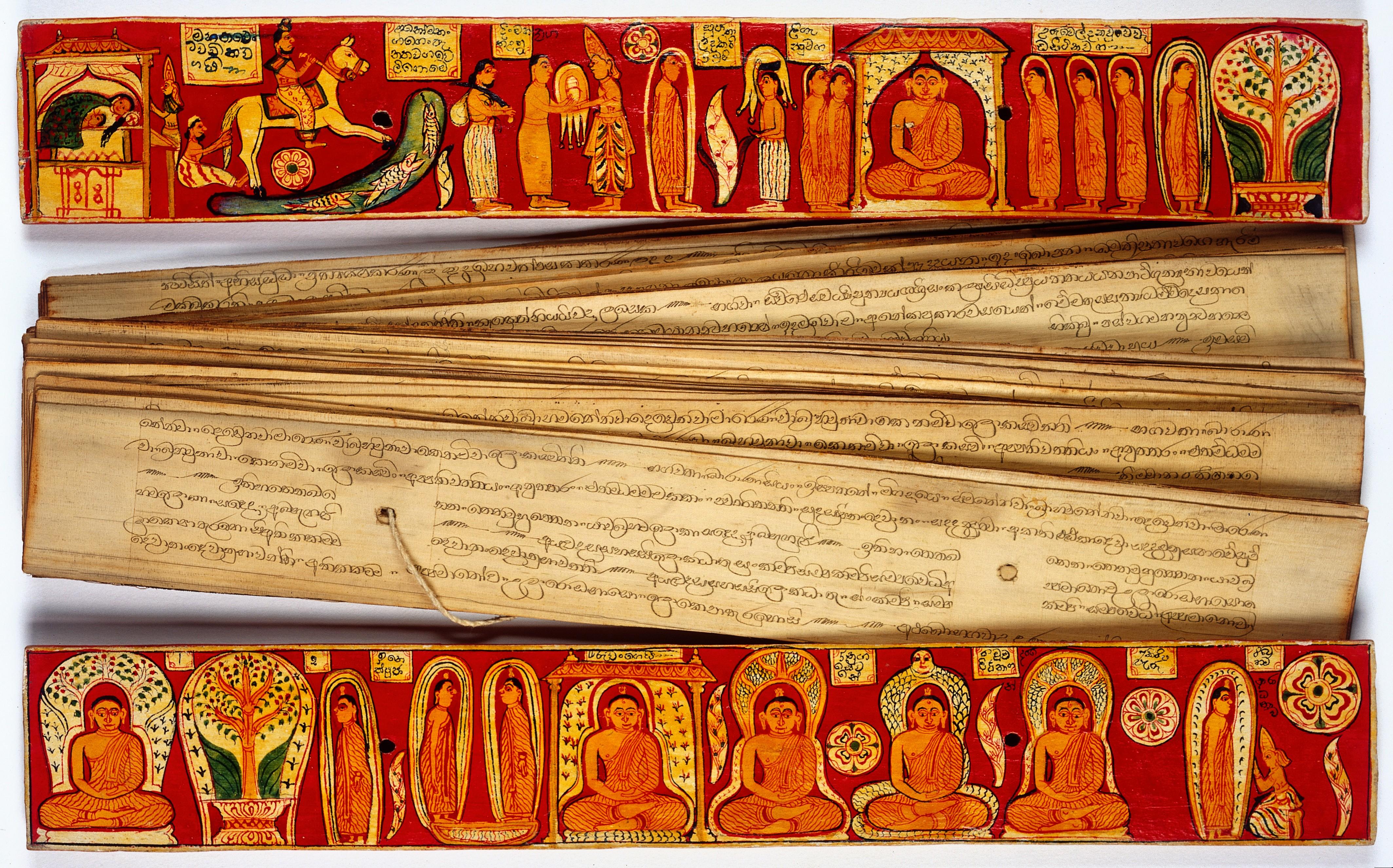
Ilustrovaný opis Tipitaky psaný na palmových listech
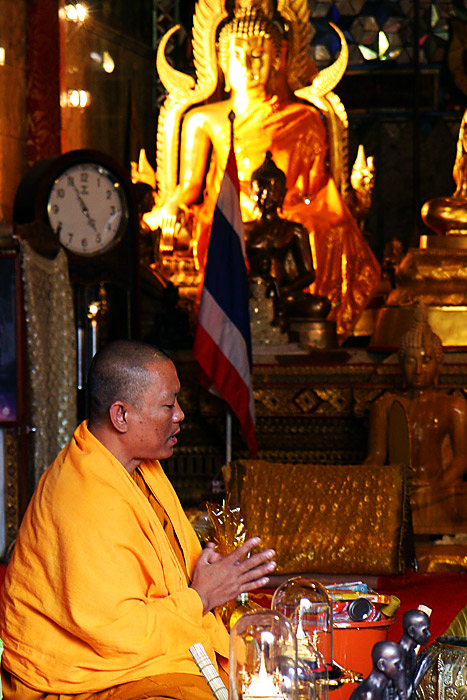
Thajský mnich recitující posvátné texty
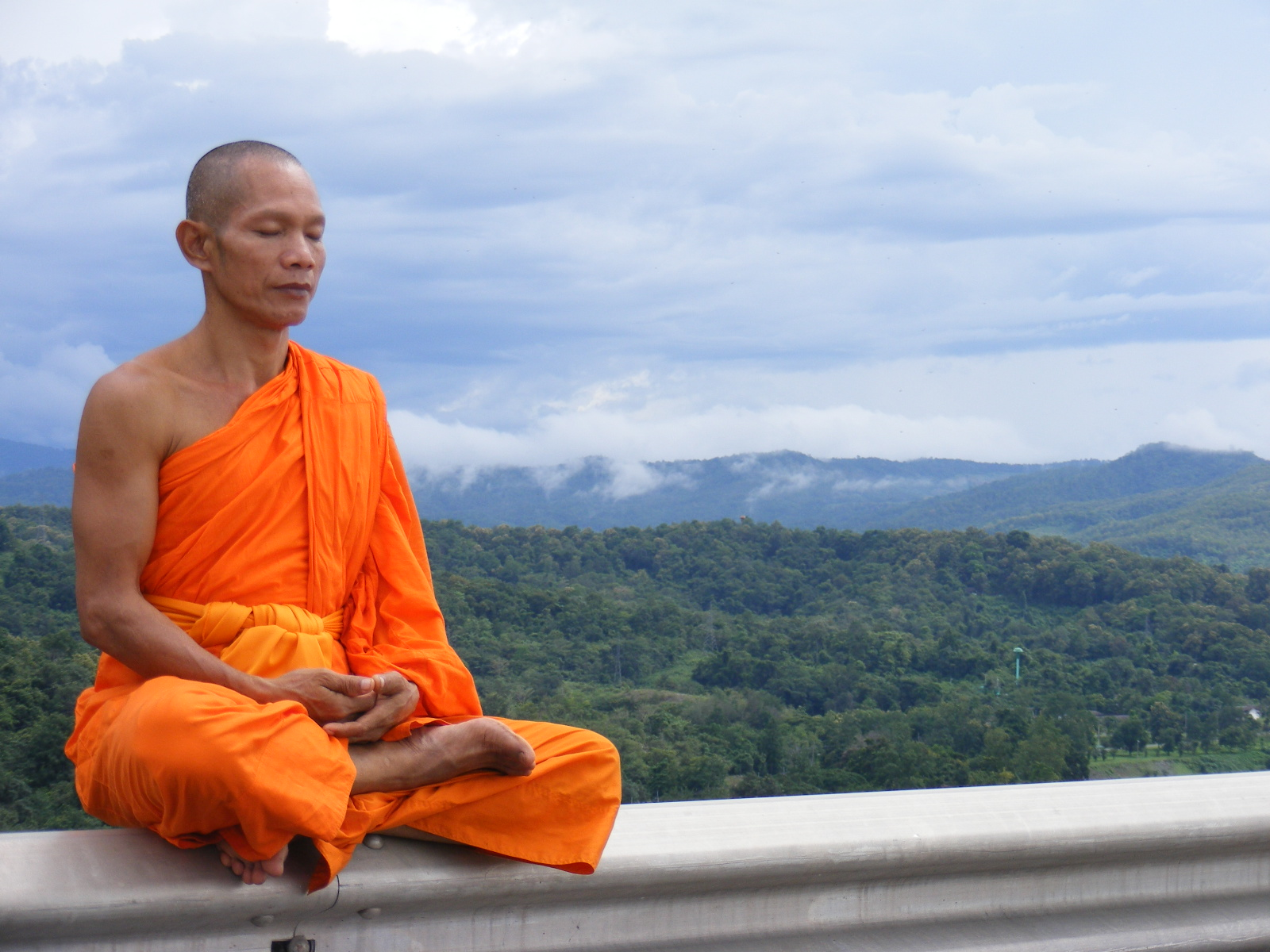
Thajský théravádový mnich při meditaci
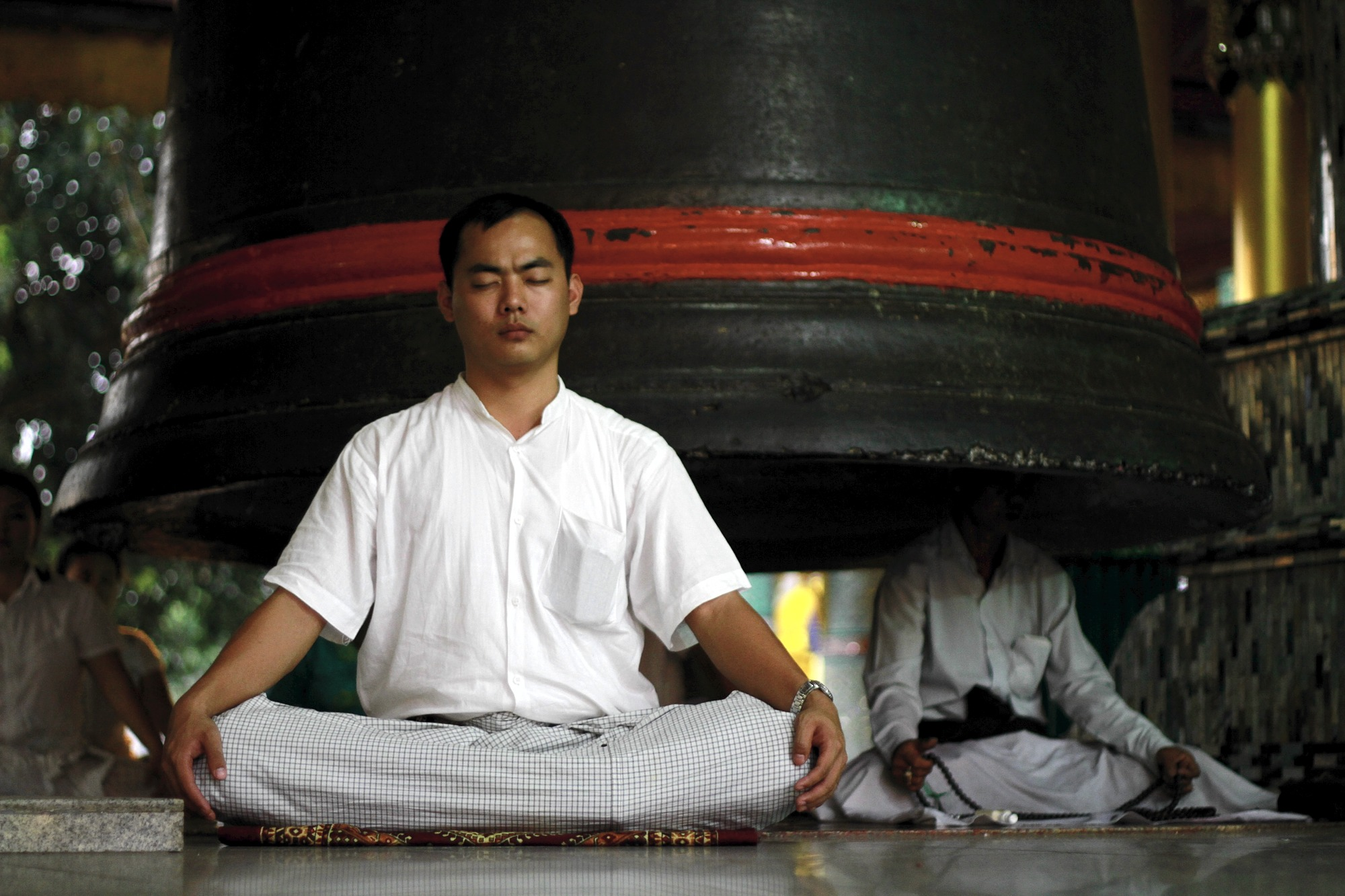
Meditující laik v Myanmaru
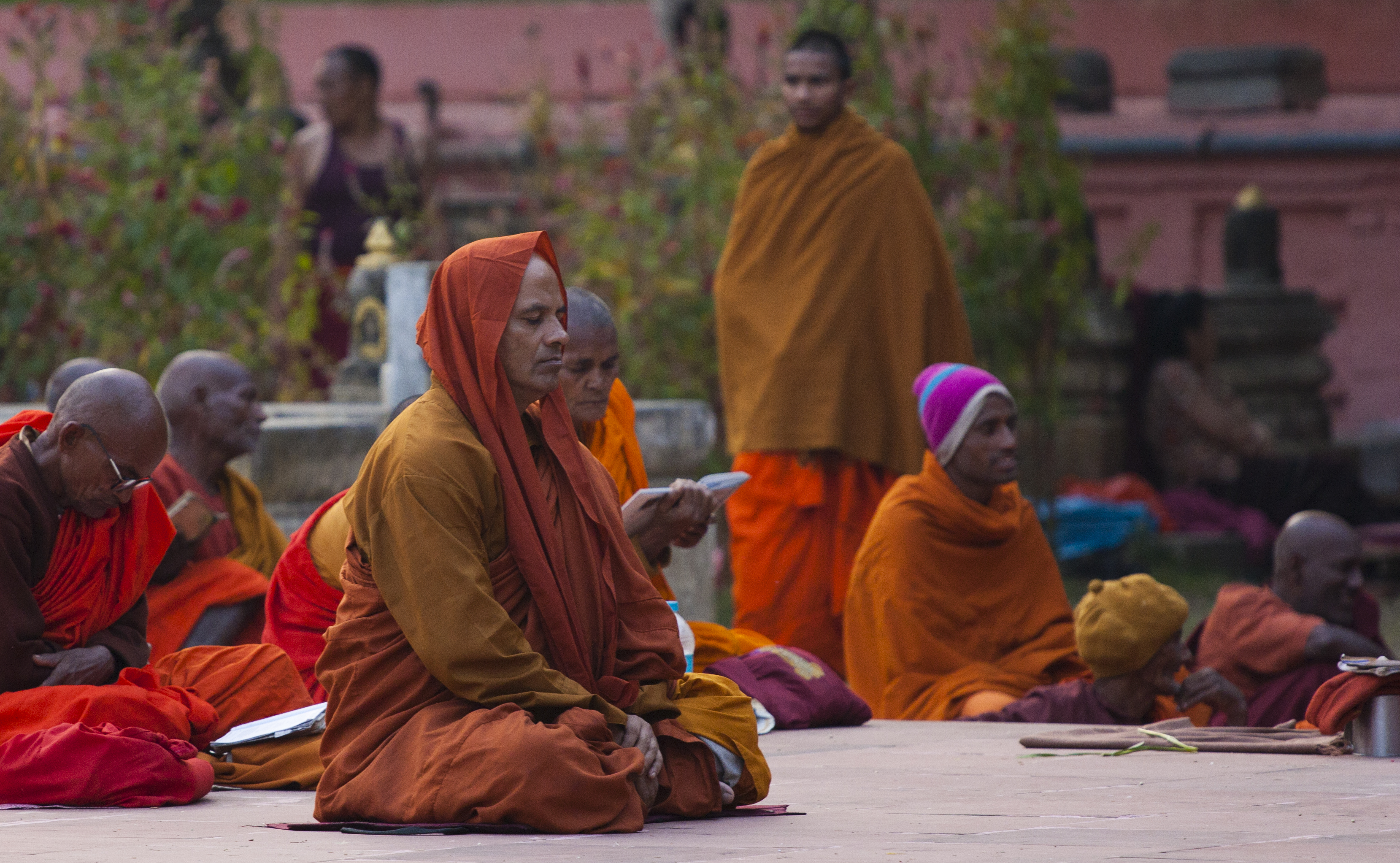
Meditující théravádoví mniši, Bódhgaja, Indie
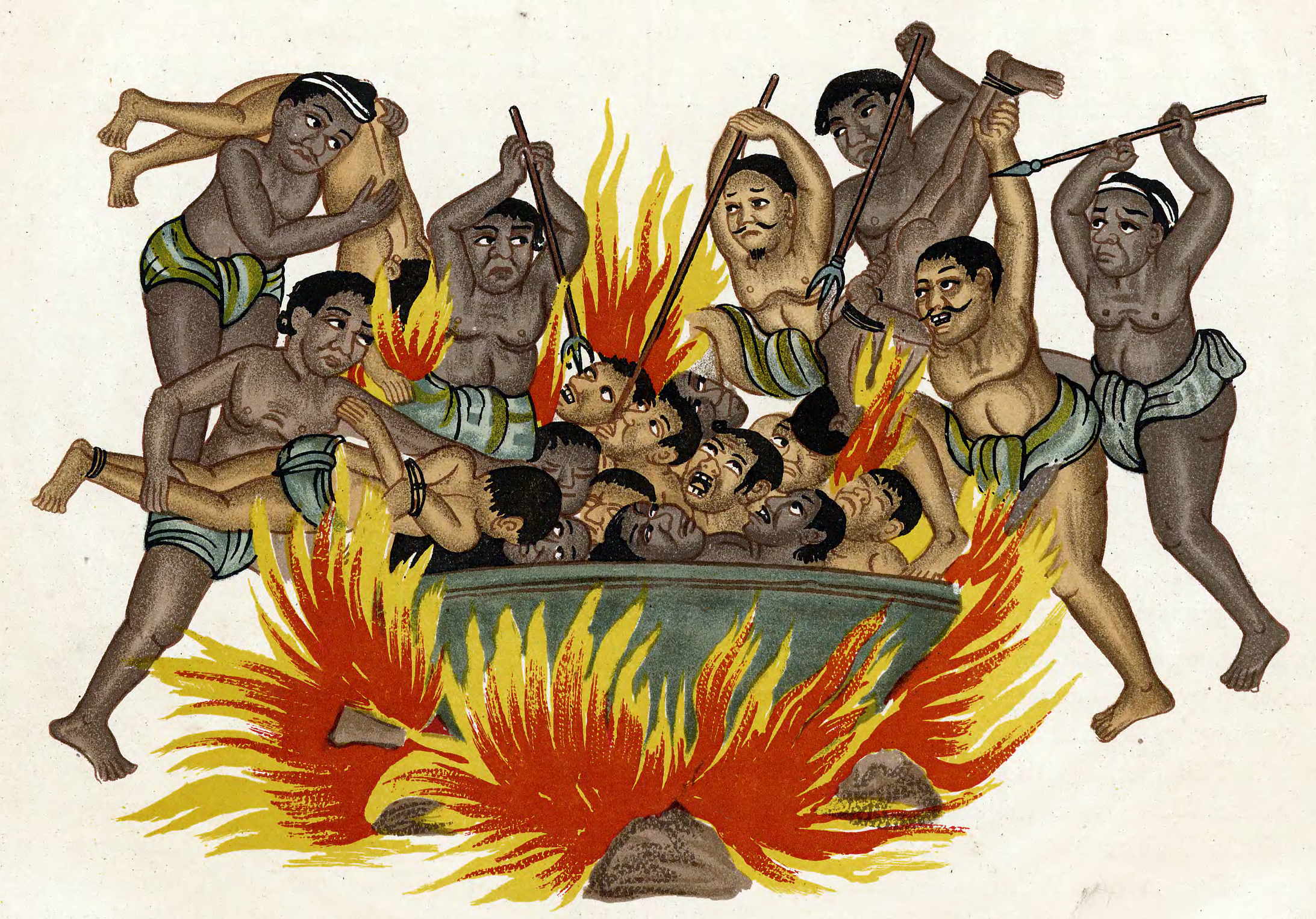
Barmské vyobrazení Naraky (pekla)